# آیاکو واکائو
آیاکو واکائو (ژاپنی: 若尾 文子 Wakao Ayako؛ زادهٔ ۸ نوامبر ۱۹۳۳) هنرپیشه اهل ژاپن است. وی از سال ۱۹۵۲ میلادی تاکنون مشغول فعالیت بوده‌است و از فیلم‌هایش می‌توان علف‌های شناور و شاهزاده خانمی از ماه را نام برد. 